# ديفيد كير (سياسي بريطاني)
ديفيد كير (بالإنجليزية: David Kerr)‏ هو سياسي بريطاني (وحمل سابقاً جنسية المملكة المتحدة لبريطانيا العظمى وأيرلندا)، ولد في 25 مارس 1923، وتوفي في 12 يناير 2009. حزبياً، نشط في حزب العمال. في الانتخابات العامة في المملكة المتحدة 1964 ‏، انتخب عضو البرلمان الثالث والأربعون للمملكة المتحدة عن دائرة Wandsworth Central (UK Parliament constituency) ‏ (15 أكتوبر 1964 – 10 مارس 1966) وفي الانتخابات العامة في المملكة المتحدة 1966 ‏، انتخب عضو البرلمان الرابع والأربعون للمملكة المتحدة عن دائرة Wandsworth Central (UK Parliament constituency) ‏ (31 مارس 1966 – 29 مايو 1970).